# An American Christmas Carol
An American Christmas Carol ist ein amerikanischer Fantasy-Dramafilm aus dem Jahr 1979, der von Eric Till inszeniert wurde und lose auf Charles Dickens 'Novelle A Christmas Carol aus dem Jahr 1843 basiert.

## Handlung
In der Zeit der Weltwirtschaftskrise 1933 in Concord, New Hampshire, erfährt ein geiziger Geschäftsmann namens Benedict Slade an Heiligabend eine Wandlung seiner bisherigen Einstellung, als er nacheinander von drei gespenstischen Gestalten besucht wird. Die drei ähneln Schuldnern, die von Slade gewährte Kredite nicht zurückzahlen konnten; Slade hatte deshalb ihr Eigentum pfänden lassen. Dazu gehören der Leiter eines Waisenhauses, in dem Slade als junger Mann lebte, der freundliche Buchhändler, dessen Bücher Slade zu zerstören begonnen hat, damit er die Ledereinbände weiterverkaufen kann und ein junger Vater, dessen Radio Slade zurückgefordert hatte. Diese drei übernehmen die Rollen der Geister der Vergangenheit, Gegenwart und Zukunft von Weihnachten aus Charles Dickens’ klassischer Geschichte. Sie zwingen Slade, sich den Konsequenzen seines geizigen Charakters zu stellen und so wird er, nach den drastischen Erlebnissen zu einem fürsorglichen, großzügigen und liebenswürdigen Mann.

## Hintergrund
An American Christmas Carol wurde in Toronto gedreht und mit kanadischen Schauspielern besetzt. Am 23. November 1999 wurde der Film auf DVD veröffentlicht. Im Dezember 2012 folgte eine Blu-ray-Version.
Der Hauptdarsteller Henry Winkler wurde über das Alterungs-Make-up eigens von dem Oscar-prämierten Maskenbildner Rick Baker beraten.

## Kritik
Keith Philipps von avclub.com schrieb: „‚An American Christmas Carol‘ hat ein heikles Tempo und ist breit angelegt, aber es ist vor allem wegen Winkler effektiv, der die Chance genießt, so weit außerhalb seiner Fonzie-Komfortzone zu arbeiten. Das Make-up ist nie so überzeugend, dass er in der Rolle verschwindet, aber niemand, der zuschaut, wird erwarten, dass er einen Daumen nach oben und ein „Aaaaayyyyyy!!!“ ausbricht.“ „Der Film liefert ein sofort erkennbares Beispiel dafür, wie diejenigen, die haben, hinter Mauern schlüpfen können, die es ihnen ermöglichen, die Habenichtse zu vergessen. Es ist ein abgelegener Ort, aber einer, den die Weihnachtsstimmung noch erreichen kann.“
Bei DVD-Talk urteilte Stuart Galbraith: „Coopersmith pfropft klugerweise nicht einfach die Höhepunkte von A Christmas Carol in die Welt der Depression. Es gibt praktisch keinen der denkwürdigen Dialoge von Dickens, aber das Drehbuch leistet sehr gute Arbeit, indem es den Platz des Kapitalisten Slade im Amerika des frühen 20. Jahrhunderts politisiert und für die zeitgenössischen Zuschauer relevant macht.“